# Thermoplast
Een thermoplast is een materiaal van kunststof dat bij verhitting zacht wordt. Dit in tegenstelling tot thermoharders, materialen die hard blijven als ze verhit worden.
Deze materiaalgroep bestaat uit lineaire macromoleculen zonder dwarsverbindingen, hoewel soms een zekere vertakking kan optreden. In de moleculen zijn de bindingen covalent en sterk, terwijl de moleculen onderling slechts gebonden zijn door vanderwaalsbindingen. Deze laatste verbreken bij opwarmen, waardoor de individuele ketens langs elkaar kunnen 'glijden' en zo kan een thermoplast smelten.

Onder de grafiek staan enige eigenschappen van thermoplasten welke doorslaggevend zijn in de keuze voor de toepassing.

Een voordeel van thermoplastisch materiaal is de mogelijkheid tot hergebruik in verschillende toepassingen. Door het opnieuw versnipperen en verhitten kan het materiaal in andere gewenste vormen worden gebracht.
In bepaalde omgevingen of omstandigheden kan de eigenschap van het vervormen bij gestegen temperatuur negatief worden beoordeeld, zoals gebruik in vliegtuigen waar de gevolgen van brand zeer ernstig kunnen zijn.

## Voorbeelden
Voorbeelden van thermoplastische materialen zijn:
| - Acrylonitril-butadieen-styreen (ABS) - Polyvinylchloride (pvc) - Polypropeen (PP) - Polyetheen (PE) - Polycarbonaat - Acryl - Celluloid | - Polysulfon - Polystyreen - Celluloseacetaat - Teflon (PTFE) - Polymethylmethacrylaat (PMMA) - Polymelkzuur (PLA) |